# 작별 (1972년 영화)
"작별"은 한국에서 제작된 전우열 감독의 1972년 영화이다. 김지미 등이 주연으로 출연하였고 성동호 등이 제작에 참여하였다.

## 출연

### 주연
- 김지미
- 남궁원